# Chris Kraus (Schriftstellerin)

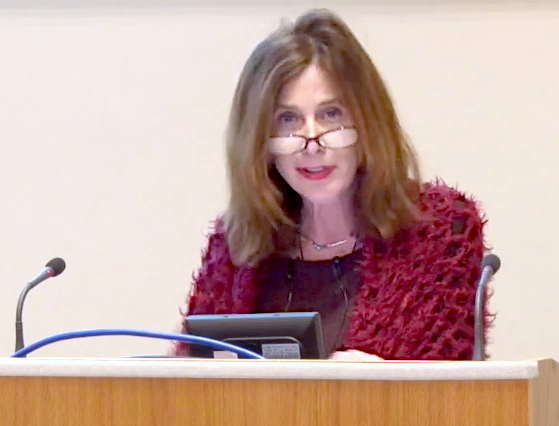
Chris Kraus (2015)

Chris Kraus (* 1955 in New York City) ist eine US-amerikanische Schriftstellerin und Filmemacherin.

## Leben
Chris Kraus wuchs in Connecticut und Neuseeland auf. Nachdem sie den Bachelor of Arts an der Victoria University of Wellington, Neuseeland erhielt, arbeitete sie fünf Jahre als Journalistin, bevor sie nach New York zog. Als ein Teil der Kunstszene kreierte sie Filme, Videokunst und Bühnenstücke. Kraus lebt in Los Angeles.

## Auszeichnungen
Im Jahr 2008 erhielt sie den „Frank Jewett Mather Preis für Kunstkritik“ von der College Art Association.

## Werk
Zu ihren Prosawerken gehören I Love Dick, Aliens & Anorexia und Torpor. Ihr erstes Sachbuch Video Green handelt von der Kunstszene der 1990er Jahre in Los Angeles. Zu ihren Filmen zählen Gravity & Grace, How To Shoot A Crime und The Golden Bowl.
Viele der Bücher Kraus’ sind von einem autofiktionalen Schreibstil geprägt. Kraus spielt mit der Wiedererkennbarkeit real existierender Personen, indem sie diese nur minimal verfremdet. Die sozialen Gefüge und Beziehungskonstellationen, durch die Kraus’ Figuren sich bewegen, weisen autobiographische Bezüge auf. So geht es in I Love Dick oder Torpor jeweils um eine jüngere Frau, Intellektuelle und Künstlerin, die mit einem älteren Professor zusammenlebt und bis zur Erschöpfung die Sinnkrisen und Launen ihres Partners erträgt. Viele Attribute der Figuren weisen Überschneidungen mit den echten Personen auf. So handelt es sich bei beiden Romanfiguren um Philosophieprofessoren, die aus dem Nachkriegsfrankreich in die USA übergesiedelt sind und sich persönlich wie theoretisch mit Holocaust auseinandersetzen. Die Erwähnung, sie hätten einen Verlag gegründet und für die Verbreitung der French Theory in den USA gesorgt, verweist auf Sylvère Lotringer, jahrelanger Partner von Kraus und Gründer des Verlags Semiotext(e). Teilweise übernimmt Kraus reale Namen. So trifft das Protagonistinnenpaar in Torpor auf Heidi Paris und Peter Gente vom Merve Verlag.

## Publikationen
- I Love Dick. Semiotext(e), New York 1997, ISBN 978-1-58435-034-7.
  - I Love Dick. Roman. Übersetzung von Kevin Vennemann. Matthes & Seitz, Berlin 2017, ISBN 978-3-95757-364-3.
- Aliens & Anorexia. Semiotext(e), New York 2000, ISBN 978-1-58435-001-9.
  - Aliens & Anorexie. Übersetzung von Kevin Vennemann. Matthes & Seitz, Berlin 2021, ISBN 978-3-95757-936-2.[3]
- mit Sylvere Lotringer: Hatred of Capitalism: A Semiotext(e) Reader, Semiotext(e), New York 2001, ISBN 978-1-58435-012-5.
- Video Green: Los Angeles Art and the Triumph of Nothingness. Semiotext(e), New York 2004, ISBN 978-1-58435-022-4.
- mit Jan Tumlir; Jane McFadden: LA Artland: Contemporary Art from Los Angeles. Black Dog Publishing, 2005, ISBN 978-1-904772-30-9.
- Torpor. Semiotext(e), New York 2006, ISBN 978-1-58435-027-9.
  - Torpor. Roman. Übersetzung von Stephanie Wurster. b books, Berlin 2015, ISBN 978-3-942214-06-3.
- Where Art Belongs. Semiotext(e), New York 2011, ISBN 978-1-58435-098-9.
- Summer of Hate. Semiotext(e), New York 2012, ISBN 978-1-58435-113-9.
- Schreib mir. Übersetzung von Charlotte Brombach und Kevin Vennemann. SuKuLTuR, Berlin 2013, ISBN 978-3-95566-000-0.
- After Kathy Acker. A Literary Biography. Semiotext(e), New York 2017, ISBN 978-1-63590-006-4.
- Social Practices, Semiotext(e), New York 2018, ISBN 978-1-63590-039-2.